# Keszthelyi Tibor (vízilabdázó)
Keszthelyi Tibor (Budapest, 1960. január 19. –) magyar vízilabdázó, olimpikon.

## Pályafutása
A KSI-ben kezdett vízilabdázni. 1978-ban ezüst-, 1980-ban bronzérmes volt a junior Eb-n. 1981-ben hatodik volt az universiadén. Az 1985-ös és az 1987-es Európa-bajnokságon valamint az 1988-as olimpián ötödik lett. 1987-ben az év magyar vízilabdázójának választották.
Lánya Keszthelyi Rita Európa-bajnok vízilabdázó.

## Eredményei
- Magyar bajnokság
  - bajnok (1992)
  - ezüstérmes (1988)
  - bronzérmes (1993)